# Азбучная молитва
«А́збучная моли́тва» (иногда «Толко́вые а́збуки») — стихотворная азбука, одно из самых ранних древнеболгарских и славянских стихотворных произведений, наряду с «Прогласом к Евангелию». Является особой формой изложения религиозных истин, раскрывая в удобной для запоминания стихотворной форме различные вопросы православного вероучения. Представляет собой акростих на алфавит (азбучный акростих, так называемый «абецедарий»).

## Происхождение
Поэтический приём акростиха использовался и до появления «Толковых азбук» у славян, византийские гимнографы следовали ему при написании церковных песнопений и гимнов. Например, азбучный акростих был использован при создании акафиста Пресвятой Богородице, многих кондаков Романа Сладкопевца, канонов Иосифа Песнописца и других произведений византийской духовной литературы.
По мнению исследователей прообразом славянской «Азбучной молитвы» явился «Алфавитарь» Григория Богослова — стихотворение из 24 строк по 12 слогов, каждая из которых начинается с очередной по порядку буквы греческого алфавита. Однако этот греческий текст, в отличие от «Азбучной молитвы», не является цельным произведением, а лишь подборкой нравоучительных сентенций, вроде «плохо быть бедным, но ещё хуже разбогатеть через злое».

## Текстология
Известно более 50 списков XII—XIX веков, почти исключительно восточнославянского происхождения. Произведение отражает особенности глаголического алфавита.
Во многих списках, включая древнейший, в заголовке автором назван Константин-Кирилл Философ. В самом раннем известном списке XII века) «Азбучная молитва» помещена как часть предисловия («пролог») к «Учительному Евангелию», составленному в 894 году Константином Преславским. Константин, ученик Мефодия назван «епископом» Великого Преслава в приписке 907 года Тудора Доксова, переписавшего выполненный Константином перевод «Четырёх слов против ариан» Афанасия Александрийского. Древнейшая рукопись XII века копирует непосредственно древнеболгарский оригинал, вплоть до портретного изображения болгарского князя Бориса-Михаила. Только в этом списке «Азбучная молитва» сохранила своё первоначальное местоположение и значение предисловия к сборнику воскресных поучений на евангельские темы.
Содержательно и стилистически произведение тесно связано со следующим за ней прозаическим прологом и вступлением к 3-й беседе. В XIII веке «Азбучная молитва» в соединении со «Сказанием о русской грамоте» и выписками из пространного Жития Константина-Кирилла Философа вошла в состав дополнительных статей, сопровождающих Палею толковую хронографическую) и посвящённых истории создания славянской письменности. С XV века помещается в рукописях как самостоятельное сочинение и часто сопровождается сведениями о начале славянской письменности. В ряде списков XV—XVI веков «Азбучная молитва» вместе с прозаическим предисловием и 1-й беседой Константина сопровождает «Учительное Евангелие» патриарха Каллиста (или Филофея). В сборниках XV—XVIII веков «Азбучная молитва» часто помещена среди азбучных стихов — «толковых азбук».

## Источниковедение
Произведение написано не позднее 893 года.
Указание на авторство Константина-Кирилла Философа, отождествлённого исследователями с первоучителем славян, породило в славистике споры об атрибуции произведения, в которых по-разному интерпретируется и его содержание. К числу сторонников авторства Кирилла принадлежат М. П. Погодин, И. И. Малышевский, И. Я. Франко, Е. Георгиев.
Более распространённой является точка зрения, согласно которой «Азбучная молитва» — лирическая исповедь Константина Преславского. К этому заключению пришли В. М. Ундольский, О. М. Бодянский, П. И. Шафарик, епископ Антоний (Вадковский), А. И. Соболевский, А. Вайан, Э. Г. Зыков, К. М. Куев. В работах Зыкова, Куева, Г. Попова прослеживается стилистическое (а иногда и дословное) сходство «Азбучной молитвы» с несомненными творениями Константина Преславского («Учительным Евангелием», Службой архиепископу Мефодию, циклом триодных трипеснцев). Атрибуция Кириллу восходит к замене оригинального заглавия словами «Сице рече святый Кирил» при извлечении из полного текста.

## Структура
«Азбучная молитва» представляет собой акростишную молитву, в которой каждый стих начат с очередной буквы славянского алфавита (’ακροστιχίδα κατ’ ’αλφάβητον). Стихотворение написано 12-сложным размером — «политическим стихом» (στίχος πολιτικός). В 40 стихотворных строчках реконструированного текста преобладает цезура после 5-го слога (5+7), в двух случаях она делит строку на 7 и 5 слогов, а в двух стихах — на 6 и 6. Образцом метрики и акростиха для «Азбучной молитвы» послужили «Мысли, написанные одностишиями» Григория Богослова — 24 строчки, образующие азбучный акростих и начинающиеся стихом «’Αρχὴν ‛απάντων καὶ τέλος ποιοῦ θεόν». Это изречение перефразировано Константином Преславским: «Добро есть от Бога начинати и до Бога коньчавати яко же рече етер Богословьць Григор». С него Константин начинает своё прозаическое вступление к «Учительному евангелию».

## Содержание
По содержанию это молитвенное обращение автора по завершении труда (сборника воскресных проповедей) к Святой Троице с похвалой крещению славянских народов («Летить бо ныне и словеньско племя / К Крещению обратишася вьси / Людье твои нарещися хотяще») и оценкой своей работы как продолжения дела славянских первоучителей («Шьствую ныне по следу учителю. / Имени ею и делу последуя, / Яве сътворю еваньгельско слово»). «Азбучная молитва» отражает идеи IX—X веков, связанные с крещением Болгарского государства при князе Борисе-Михаиле и созданием славянской письменности братьями Кириллом и Мефодием.

## На Руси
«Азбучная молитва» была широко распространена в древнерусской письменной традиции, о чём свидетельствует большое количество её вариантов. Учёными обнаружено и опубликовано 43 древнерусских списка «Азбучной молитвы» XII—XVII веков. Из них 23 представляют собой извлечение из полного текста с аттрибуцией Кириллу.
Текст «Азбучной молитвы» был обнаружен и впервые опубликован в 1825 году М. П. Погодиным в приложении к переводу на русский язык книги Йосефа Добровского «Кирилл и Мефодий, словенские первоучители». Погодин поместил текст двух списков — псковского 1494 года и из сборника Волоколамского монастыря XVI века. Критическое издание текста по всем спискам представлено в книге W. R. Veder «Utrum in alterum abiturum erat?».

## Варианты «Толковой азбуки»
Приведённые ниже тексты молитвы переданы современным русским алфавитом, за исключением первых букв акростиха, с сохранением звучания текста оригинала.

### «Аз словом сим молюся Богу»
Текст обнаружен среди рукописей бывшей патриаршей библиотеки в сборнике, принадлежавшем патриарху Никону.

Аз сло́вом сим молю́ся Богу:

Бо́же, всея́ твари́ Зижди́телю,

Ви́димым и неви́димым,

Го́спода Ду́ха посли́ Живу́щаго,

Да вдохне́т в сердце́ ми сло́во,

Еже бу́дет на успе́х всем,

Живу́щим в за́поведех Ти.

Ѕело́ бо есть свети́льник жи́зни

Зако́н Твой, свет стезя́м,

Иже и́щет ева́нгельска сло́ва

І про́сит да́ры Твоя́ прия́ти.

Ко креще́нию обрати́шася вси́,

Лю́дие Твои́ нарещи́ся хотя́ще,

Ми́лости Твоя́, Бо́же, про́сят зело́.

Но мне ны́не простра́нно сло́во даждь,

О́тче, Сы́не и Пресвяты́й Ду́ше,

Прося́щему по́мощи от Тебе́.

Ру́ци бо свои́ выспрь возде́ю при́сно,

Си́лу прия́ти и му́дрость у Тебе́.

Ты бо дае́ши досто́йным си́лу, ипоста́сь же вся́кую цели́ши.

Упова́ние всех конце́в земли́.

Фарао́на мя зло́бы изба́ви,

Херуви́мску ми мысль и ум даждь.

Ѡ, Честна́я Пресвята́я Тро́ице, печа́ль мою́ на ра́дость переложи́.

Целому́дренно да начну́ писа́ти

Чудеса́ Твои́ преди́вные зело́,

Шестокрыла́тых си́лу восприиму́.

Ще́ствую ны́не по сле́ду учи́телю, и́мени его́ и де́лу после́дуя,

Ѣ́вным сотворю́ ева́нгельское сло́во, хвалу́ воздая́ Тро́ице в Божестве́,

Ю́же пое́т вся́кий во́зраст, юн и стар свои́м ра́зумом,

Ѧзы́к нов, хвалу́ воздая́ при́сно Отцу́, Сы́ну и Пресвято́му Ду́ху,

Ему́ же честь и держа́ва и сла́ва

от всея́ тва́ри и дыхания

от вся ве́ки и наве́ки. Аминь

### «Аз есмь свет миру»
Текст из рукописного «Сборника слов и поучений», который датируется серединой XVII века, хранится в библиотеке МГУ.

Аз есмь свет ми́ру

Бог есть пре́жде всех век

Ве́даю всю та́йну в челове́це и мысль

Глаго́лю лю́дем зако́н Мой

Добро́ есть творя́щим во́лю Мою́

Есть гнев мой на гре́шникы

Живо́т дах всей тва́ри

Ѕло есть законопресту́пником

Ни на чем Зе́млю Мою́ утверди́х

Престо́л Мой, И́же на небесе́х

І шед на а́дова врата́ сокруши́х и ве́рея желе́зная сломи́х

Ка́ко лю́дие беззако́ннии не сотвори́сте во́ли Моеа́

Лю́дие Мои́ непоко́рные

Мы́слете на Мя зла́а

Наш еси́ Бог и засту́пник

Оны́ Моя́ призову́ язы́ки и ти́и Мя просла́вят

Поко́й дах всей тва́ри Свое́й

Рече́те Ми сло́во не творя́щие во́ли Моея́, и не услы́шу вас

Сло́вом Мои́м вся́ утверди́шася

Тверда́ рука́ Твоя́, Влады́ко

Фарао́на потопи́х в Чермно́м мо́ри

Херуви́ми слу́жат мне со стра́хом

Ѿве́рзу рай христиа́ном

Ци не дах вам пи́ща в пусты́ни

Червь и огнь угото́вах на гре́шникы

Шу́мом и попали́т дубра́вы

Щито́м вооружи́хся на брань Го́ры взыгра́шася явле́нием Мои́м

Ыорда́нь освяти́ся креще́нием Мои́м

Е́ресь погуби́х

Ю́гом ве́тром разве́ю всю́ вселе́нную

Ю́же Мя проро́ци пропове́доша и апосто́ли е́же о Мне научи́ша.

## Издания
- Добровский Й. Кирилл и Мефодий, словенские первоучители : Историко-критическое исследование / Пер. с нем. М. П. Погодина. — М., 1825. — С. 109, 151
- Срезневский И. И. Памятники. — С. 191
- Антоний, еп. [Вадковский]. Из историй христианской проповеди : Очерки и исследования. — 2-е изд. — СПб., 1895. — С. 161
- Соболевский А. И. Церковно-славянские стихотворения IX—X вв. и их значение для изучения церковно-славянского языка // Тр. 11 Археол. съезда в Киеве. — М., 1902. — Т. 2. — С. 28—37
- Куев Куйо. Азбучната молитва в славянските литератури. — София: БАН, 1974. (привлечено наибольшее число списков)
- Куев К. М. Новооткрити преписи на Азбучната молитва // Palaeobulgarica = Старобългаристика. София, 1979. Кн. 4. С. 26—33